# Jesús Clemente Corcho
Jesús Clemente Corcho (Badajoz, 8 de septiembre de 2000), más conocido como Jesús Clemente, es un futbolista español que se desempeña en la posición de extremo derecho en el F.C. Andorra de la Primera División RFEF.

## Trayectoria deportiva
Natural de Badajoz, es un jugador formado en las categorías inferiores del CD Diocesano y en la temporada 2019-20, formaría parte del primer equipo de la Tercera División de España.
El 26 de agosto de 2020, firma por el Club Deportivo Badajoz de la Segunda División B de España, con el que disputó 23 encuentros y anotó 4 goles, en la que estuvo a punto de ascender de categoría perdiendo en la final de la eliminatoria de ascenso frente a la SD Amorebieta.
En la temporada 2021-22, con el Club Deportivo Badajoz en la Primera División RFEF, disputó 35 partidos, 20 de ellos como titular, en los que acumuló 1.909 minutos de juego y anotó un gol.
El 21 de julio de 2022, firma por el CD Eldense de la Primera División RFEF.

## Carrera deportiva

### Clubes
| Club                   | País   | Año         |
| ---------------------- | ------ | ----------- |
| CD Diocesano           | España | 2019 - 2020 |
| Club Deportivo Badajoz | España | 2020 – 2022 |
| CD Eldense             | España | 2022 – 2024 |
| F.C. Andorra           | España | 2024–       |